# Wir sind jung. Wir sind stark.
Wir sind jung. Wir sind stark. è un film del 2014 diretto da Burhan Qurbani.

## Trama
Rostock, 24 agosto 1992: sono in corso delle violente proteste contro i rifugiati che si trovano presso una casa di accoglienza della città. In questo scenario si intrecciano le vite dei tre protagonisti: Martin, politico dell'amministrazione locale e membro del Partito Socialdemocratico che decide di seguire la linea non interventista del suo partito nel fermare le violenze; Lien, una giovane vietnamita che vive con la sua famiglia nel palazzo a fianco a quello dei rifugiati, insieme ad altre famiglie vietnamiti; e infine Stefan, figlio di Martin, che frequenta una gang di neonazisti con i quali prende parte alle proteste con la violenza, assaltando il palazzo di Lien davanti agli occhi impotenti di suo padre.